# Liste der Monuments historiques in Euville
Die Liste der Monuments historiques in Euville führt die Monuments historiques in der französischen Gemeinde Euville auf.

## Liste der Immobilien
| Bezeichnung                 | Beschreibung | Standort                             | Kennzeichnung | Schutzstatus | Datum | Bild           |
| --------------------------- | --- | ------------------------------------ | ------------- | ------------ | ----- | -------------- |
| Mairie                      | von 1901 bis 1909 erbaut, Architekt Henri Gutton; Ausstattung von Eugène Vallin (Bauskulptur), Louis Majorelle (Lampen), Emmanuel Champigneulle und Jacques Grüber (Buntglasfenster) und Edgar Brandt (Kunstschmiedearbeiten) | Euville, rue Jeanne d’Arc (Lage)     | PA00106533    | Classé       | 1992  | weitere Bilder |
| Kirche St-Pierre-et-St-Paul | von 1890 bis 1892 erbaut, Architekt Alphonse Verneau; Ausstattung von Léon Régnier und Léon Dommange (Skulpturen) und Emmanuel Champigneulle (Buntglasfenster), Mobiliar aus der Werkstatt von Eugène Vallin                  | Euville, rue des Carrières (Lage)    | PA55000006    | Inscrit      | 1997  | weitere Bilder |
| Kirche St-Pierre            | Chor aus dem 16. Jahrhundert, Schiff von 1741, Architekt Nicolas Pierson, Glockenturm von 1777; Ausstattung von Jean Nicolas Jadot de Ville-Issey entworfen                                                                   | Ville-Issey, rue Jeanne d’Arc (Lage) | PA55000007    | Classé       | 1997  | weitere Bilder |
| Kirche St-Gorgon            | Wehrkirche, 14. Jahrhundert | Vertuzey, place de l’Église (Lage)   | PA00106672    | Classé       | 1999  | weitere Bilder |

## Liste der Objekte
| Bezeichnung                                       | Beschreibung                                                | Standort                                                       | Kennzeichnung | Schutzstatus   | Datum | Bild |
| ------------------------------------------------- | ----------------------------------------------------------- | -------------------------------------------------------------- | ------------- | -------------- | ----- | ---- |
| Skulptur Heiliger Rochus                          | Stein, farbig gefasst, 16. Jahrhundert                      | Ville-Issey, in der Kirche St-Pierre (Lage)                    | PM55000242    | Classé         | 1961  |      |
| Grabdenkmal für Jean Nicolas Jadot de Ville-Issey | Kalkstein, Marmor, bezeichnet 1761                          | Ville-Issey, in der Kirche St-Pierre (Lage)                    | PM55002667    | Inscrit        | 1992  |      |
| Hauptaltar                                        | Eichenholz, 1742                                            | Ville-Issey, in der Kirche St-Pierre (Lage)                    | PM55002666    | Inscrit        | 1999  |      |
| Acht Lampen                                       | Bronze, Glas, 1910 von Louis Majorelle                      | Euville, in der Mairie (Lage)                                  | PM55001335    | Classé         | 2000  |      |
| Orgelprospekt                                     | 1892 von Eugène Vallin gebaut; Pfeifenwerk nicht ausgeführt | Euville, in der Kirche St-Pierre-et-St-Paul (Lage)             | PM55002740    | Inscrit        | 1994  |      |
| Zwei Bänke                                        | Eichenholz, 1894 von Eugène Vallin                          | Euville, in der Kirche St-Pierre-et-St-Paul (Lage)             | PM55001339    | Classé         | 2000  |      |
| Zwei Beichtstühle                                 | Eichenholz, 1891 von Eugène Vallin                          | Euville, in der Kirche St-Pierre-et-St-Paul (Lage)             | PM55001340    | Classé         | 2000  |      |
| Zelebrantenstuhl und zwei Hocker                  | Eichenholz, Stoff, 1891 von Eugène Vallin                   | Euville, in der Kirche St-Pierre-et-St-Paul (Lage)             | PM55001341    | Classé         | 2000  |      |
| Pietà                                             | Stein, 16. Jahrhundert                                      | Aulnois-sous-Vertuzey, außen an der Kirche St-Sébastien (Lage) | PM55000241    | Classé Inscrit | 1961  |      |
| Gemälde Porträt von Kardinal de Retz              | Ölfarbe auf Leinwand, 1670 von Duflos                       | Ville-Issey, in der Mairie (Lage)                              | PM55000243    | Classé         | 1915  |      |
| Chororgel                                         | Haupteintrag für PM55000244                                 | Euville, in der Kirche St-Pierre-et-St-Paul (Lage)             | PM55001402    | Classé         | 1989  |      |
| Instrumentalteil der Chororgel                    | 1892 von Nicolas Théodore Jaquot gebaut                     | Euville, in der Kirche St-Pierre-et-St-Paul (Lage)             | PM55000244    | Classé         | 1989  |      |
| Altarkreuz                                        | Messing                                                     | Aulnois-sous-Vertuzey, in der Kirche St-Sébastien (Lage)       | PM55001475    | Classé         | 1994  |      |
| Aktenschrank                                      | Eichenholz, 1907 von Eugène Vallin                          | Euville, in der Mairie (Lage)                                  | PM55001336    | Classé         | 2000  |      |
| 38 Kirchenbänke                                   | Eichenholz, 1891 von Eugène Vallin                          | Euville, in der Kirche St-Pierre-et-St-Paul (Lage)             | PM55001338    | Classé         | 2000  |      |
| Ziborium                                          | Silber, 1825                                                | Aulnois-sous-Vertuzey, in der Kirche St-Sébastien (Lage)       | PM55001474    | Inscrit        | 1994  |      |
| Schreibtisch                                      | Eichenholz, Leder, 1907 von Eugène Vallin                   | Euville, in der Mairie (Lage)                                  | PM55001337    | Classé         | 2000  |      |
| Glocke                                            | Bronze, 1803 gegosse; gusseiserner Klöppel, Hölzernes Joch  | Ville-Issey, in der Kirche St-Pierre (Lage)                    | PM55002668    | Inscrit        | 1998  |      |
| Theresienreliquiar                                | Messing, versilbert, erste Hälfte des 19. Jahrhunderts      | Aulnois-sous-Vertuzey, in der Kirche St-Sébastien (Lage)       | PM55001476    | Inscrit        | 1998  |      |
| Armreliquiar                                      | Holz, Silber, 18. Jahrhundert                               | Aulnois-sous-Vertuzey, in der Kirche St-Sébastien (Lage)       | PM55001127    | Classé         | 1996  |      |
| Kännchen                                          | Messing, versilbert, Anfang des 18. Jahrhunderts            | Ville-Issey, in der Kirche St-Pierre (Lage)                    | PM55001247    | Classé         | 1998  |      |
| Buffet                                            | Eichenholz, Glas, 1900                                      | Euville, in der Mairie (Lage)                                  | PM55002613    | Inscrit        | 2005  |      |
| Zwei Steinsägen                                   | vom Ende des 19. Jahrhunderts                               | Euville, im Steinbruch (Lage)                                  | PM55001376    | Classé         | 2003  |      |